# Sphaerodactylus parvus
Sphaerodactylus parvus este o specie de șopârle din genul Sphaerodactylus, familia Gekkonidae, descrisă de George King în anul 1962. Conform Catalogue of Life specia Sphaerodactylus parvus nu are subspecii cunoscute.